# GMA Dove Award
Die GMA Dove Awards sind eine seit 1969 jährlich von der US-amerikanischen Gospel Music Association veranstaltete Preisverleihung, bei der herausragende Leistungen von Künstlern aus dem Bereich der christlichen Musik ausgezeichnet werden.

## Geschichte
Der Dove Award gilt als wichtigste Auszeichnung der christlichen Musikszene und wird häufig mit dem Grammy Award in der säkularen Musikindustrie verglichen.
Im Jahr 2004 wurde die Preisverleihung offiziell in GMA Music Awards umbenannt. Die neue Bezeichnung konnte sich jedoch nicht durchsetzen und deshalb wurde 2006 der bekannte Name GMA Dove Awards wieder eingeführt.

### Preisträger
Unter den Dove Award-Preisträgern befinden sich viele auch außerhalb der christlichen Musikszene bekannte und international erfolgreiche Künstler wie Whitney Houston, Amy Grant, BeBe & CeCe Winans, Stacie Orrico, Mary Mary, Yolanda Adams, Michael W. Smith, Randy Travis, dc Talk, TobyMac, Third Day, Audio Adrenaline, Casting Crowns und Take 6, die mehrfach mit Grammy Awards ausgezeichnet wurden.
Rekordhalter ist mit bisher 56 Dove Awards der fünffache Grammy-Preisträger Steven Curtis Chapman. Eine der erfolgreichsten Gruppen mit acht Dove Awards ist The Speer Family.

## Kategorien
Aufgrund der hohen Anzahl von Preiskategorien (42 im Jahr 2012) und der Absicht, mehrere Showacts verschiedener Künstler zu zeigen, werden nur diejenigen direkt in der Fernsehversion der Preisverleihung vorgestellt, denen das größte Interesse gilt.

### General
Unter dem Begriff „General“ werden sieben Auszeichnungen zusammengefasst, die nicht nach Genres beschränkt sind.
- Song of the Year
- Dove Award for Songwriter of the Year
- Male Vocalist of the Year
- Female Vocalist of the Year
- Group of the Year
- Artist of the Year
- New Artist of the Year
- Producer of the Year

Weitere Auszeichnungen werden für Auftritte in bestimmten Genres sowie für andere Beiträge wie Artworks und Videos vergeben. Zu den 43. Dove Awards gehören:

### Inspirational
- Inspirational Recorded Song of the Year
- Inspirational Album of the Year

### Pop
- Pop/Contemporary Recorded Song of the Year
- Pop/Contemporary Album of the Year

### Southern Gospel
- Southern Gospel Recorded Song of the Year
- Southern Gospel Album of the Year

### Gospel (soul/black)
- Traditional Gospel Recorded Song of the Year
- Traditional Gospel Album of the Year
- Contemporary Gospel Recorded Song of the Year
- Contemporary Gospel Album of the Year

### Musicals
- Musical of the Year
- Youth/Children’s Musical of the Year

### Praise & Worship
- Worship Song of the Year
- Praise & Worship Album of the Year

### Country & Bluegrass
- Country Recorded Song of the Year
- Country Album of the Year
- Bluegrass Recorded Song of the Year
- Bluegrass Album of the Year

### Rock
- Rock Recorded Song of the Year
- Rock/Contemporary Recorded Song of the Year
- Rock Album of the Year
- Rock/Contemporary Album of the Year

### Rap/Hip Hop & Urban
- Rap/Hip Hop Recorded Song of the Year
- Rap/Hip Hop Album of the Year
- Urban Recorded Song of the Year

### Miscellaneous
- Instrumental Album of the Year
- Children’s Music Album of the Year
- Spanish Language Album of the Year
- Special Event Album of the Year
- Christmas Album of the Year
- Choral Collection of the Year
- Recorded Music Packaging
- Short Form Music Video of the Year
- Long Form Music Video of the Year